# CNNj
CNNj是美国有线电视新闻网（CNN）面向日本播出的一个频道，2003年3月1日开播，通过卫星电视及有线电视播出。该频道由朝日电视控股持股的“日本有线电视”（JCTV）负责运营，以转播CNN国际新闻网络（CNNI）节目为主，开播后取代了原先在日本播出的原版CNNI频道。CNNj会在日本时间每天7:00-24:00的节目中提供日语同步翻譯。2012年9月29日，CNNj开通了高畫質频道。